# Hushållsarbetare

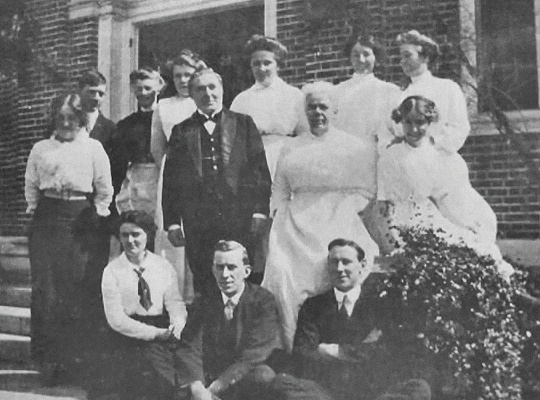
Hushållsarbetare i USA 1914.

Hushållsarbetare är en samlingsbeteckning för personer som är privat anställda av sin arbetsgivare att utföra hushållsarbete åt dessa, vanligen i arbetsgivarens hem. De äldre termerna tjänstefolk och domestik används i dag främst i historiska sammanhang, i ironiskt eller pejorativt syfte, eller ibland då man talar om fattigare länder.
Ofta kommer hushållsarbetare från mindre välbemedlade familjer för att arbeta hos mer välbeställda. In på 1900-talet hade flertalet familjer i Sverige av överklass, och även många av högre medelklass, åtminstone en eller två personer anställda i hushållet, oftast en flicka eller kvinna i form av hembiträde eller barnflicka, som ofta också bodde hos familjen. Under 1950- och 60-talen blev detta allt mindre vanligt i Sverige, och sedan 1970-talet har det varit mycket ovanligt.
Socialhistoriken Barry Higman menar att ett högre antal husligt anställda i ett samhälle speglar stora sociala och ekonomiska ojämnheter. Men då ett samhälle sedan genomgår utjämning mellan samhällsklasserna, sjunker antalet husligt anställda.
Ett undantag i den sociala obalansen mellan arbetstagare och arbetsgivare är det så kallade au pair-arbetet, där ungdomar i första hand arbetar för komma till ett annat land och lära sig dess språk och kultur. Idén är att au pairen behandlas som familjemedlem och utför enklare hushållsgöromål. Där har ofta resan gått från ett industriland till ett annat industriland, till exempel mellan Sverige och USA. En ny trend är dock att au pair-möjligheten används av ungdomar från fattigare länder för att kunna komma till ett industriland. År 2011 kom endast 3 % av au pairerna i Tyskland från EU-medlemsländerna eller USA, medan 80 % kom från länderna i det forna Sovjet.[källa behövs]

## Historik
Se även: Husslav
Under antiken utgjordes hushållsarbetare normalt av husslavar, eller av före detta slavar som kvarblivit mot lön i sina tidigare anställningar även efter sin frigivning. Seden med ancillaslavar i de europeiska hushållen dog gradvis ut i takt med att slaveriet dog ut i Europa under medeltidens gång, och ersattes allteftersom med fria tjänare som arbetade mot lön. I andra delar av världen, som Mellanöstern, varade användningen av slavar längre, eftersom slaveriet varade längre. I Europe utvecklades dock ett system med fria anställda lönearbetare i hushållen som blev vad man brukade kalla tjänstefolk. 

### 1800-talet
Bilden av yrkesgruppen präglas av en tid under 1800-talet och det tidiga 1900-talet, då nya industriarbeten gjorde att en anställning i någons hem började uppfattads som alltmer oattraktiv. Före industrialismens genombrott var dock situationen annorlunda: Även om det ofta var slitsamt att arbeta som piga i någons hem, var det ändå på många sätt lättare än det mycket slitsamma jordbruksarbetet.
Ännu då 1800-talet gick mot sitt slut arbetade över 1 miljon personer i husligt arbete i Storbritannien, och många av dem var unga flickor under 20 år. Rika hushåll kunde ha flera anställda, även vissa mindre hushåll kunde ha en och annan anställd. Toppåret 1871 var 13 % av den kvinnliga befolkningen i England och Wales anställda i husligt arbete eller relaterat arbete som städning och tvättning. År 1891 fanns 15–20 % av Storbritanniens husligt anställda i London, över hälften i hushåll med 1–2 anställda. Under 1890-talet utgjorde kvinnliga hushållsarbetare nästan 7 % av Londons befolkning. År 1901 fanns i Storbritannien 38 miljoner invånare, av vilka 1,7 miljoner utgjorde kvinnligt hushållsarbetare, och 140 000 manligt.
Många arbetade upp till 18 timmar per dag för låg lön (vanligtvis £16), med bara en halv dag ledighet i veckan. De flesta var inte födda i London, utan på landsbygden, i vissa fall i andra länder. Många, framförallt flickor, var inte äldre än 12–13 år eftersom det var billigt att anställa kvinnligt tjänstefolk då dessa inte hade så höga löneanspråk. Vissa började arbeta efter att ha genomgått en 2-årig träningsskola för 13–15-åringar, men denna skolform var ovanligt.
Vid 1800-talets slut ökade kostnaden för anställningarna, och allt färre tog anställning. Medelåldern ökade framför allt då 1870 års utbildningslagar skickade de yngsta flickorna, och även pojkarna, till skolan i stället, och gav dem bättre möjligheter till andra arbeten. Antalet manliga anställda var lägre, även då kulmen nåddes, och de började även minska i antal tidigare. I de stora hushållen bodde många uppe på vinden, nere i källaren eller i små rum. Vissa delade rum.
Att anställa manlig hushållspersonal var dyrare, då de skulle ha mer betalt. Många unga inneboende husligt anställa skickade hem delar av sin lön till familjen.
I USA utgjorde hushållspersonalen 1870, 50,1 % av alla kvinnliga anställningar, en siffra som år 1900 sjunkit till 29,4 % och slutligen 16,2 % 1920.
Spridningen av vatten och elektricitet och tillgången till avlopp, samt utveckling av centralvärme och ett ökat antal mindre lägenheter avsedda för en framväxande medelklass förklarar till stor del nedgången.

### 1900-talet
I USA inleddes 1900-talet med en kraftig minskning runt 1910, och under 1910-talet minskade antalet husligt anställda med över hälften, och de som ändå stannade kvar började efter första världskriget kräva högre löner. Antalet anställda i överklasshemmen minskade, medan man i allt fler medelklasshem tyckte det blev för dyrt att anställa någon överhuvudtaget.
Under 1920-talets första år började minskningen av antalet husligt anställda i Västeuropa och USA bli allt kraftigare.
Sedan slutet av 1980-talet–början av 1990-talet har inkomstskillnaderna på många håll i västvärlden sakta ökat och detta, i kombination med en ökande förvärvsfrekvens för kvinnor med barn, har lett till en blygsam men ändå mätbar ökning av anställda i hemmet i många länder. Sett ur ett globalt perspektiv är denna ökning dock starkare. Det är inte helt ovanligt att välbärgade familjer har en anställd barnpedagog, ibland kallad "nanny", som är högt utbildad och jämförelsevis välbetald jämfört med till exempel vanlig barnflicka, vilket dock också kan vara ganska vanligt i sådana hem. Tidigare har många rika familjer haft privatlärare för det ändamålet.
Den 16 juni 2011 antog ILO en internationell konvention om att hushållsanställda skall ges rätt till reglerade arbetsförhållanden och lön på det aktuella landets miniminivå.

## Arbets, anställnings- och boendeförhållanden

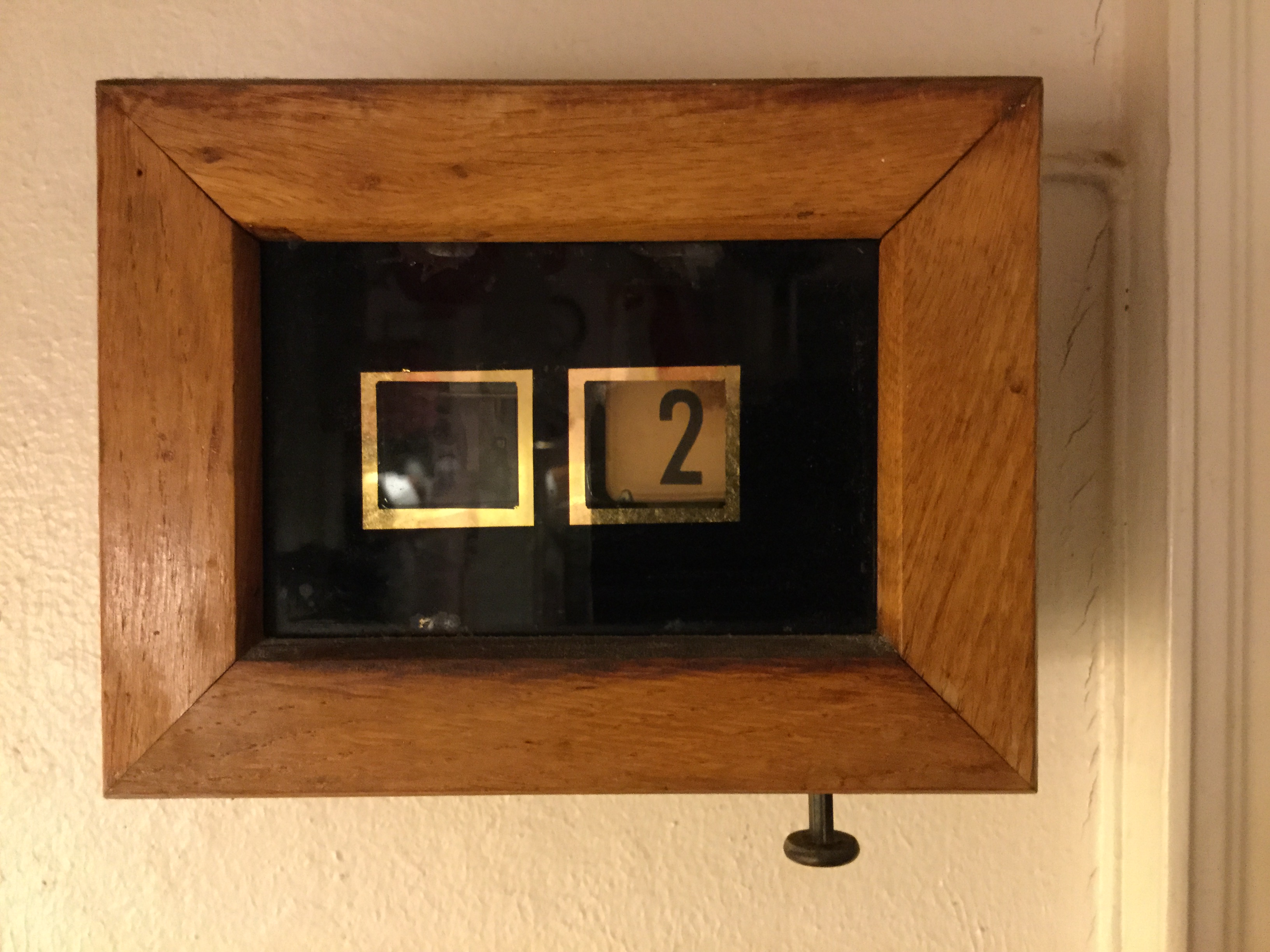
Ringklocka i köket, för att påkalla tjänstefolkets uppmärksamhet.

Hushållsarbetare är ofta relativt unga, även om äldre anställda ibland också förekommer på vissa håll, lönen är ofta mycket låg, och ofta är de anställda inneboende i ett litet rum i arbetsgivarens hem, till exempel jungfrukammare, köket, nere i källaren eller uppe på vindsvåningen. Många av dem måste bära uniform eller arbets- och finkläder då de är inneboende, och ofta ställs även höga krav på klädsel, uppförande och artighet, framför allt tidigare skulle till exempel pojkar och män ofta bocka medan flickor och kvinnor skulle ofta niga för arbetsgivare och gäster, vilket dock förekommer än hos vissa arbetsgivare och på vissa håll i världen. 
Arbetsdagarna är på många håll långa och intensiva. Arbetsuppgifterna varierar mellan olika arbetsgivare, och antalet hushållsarbetare i ett hem kan variera, från en enda till många. Vanliga arbetsuppgifter för hushållsarbetare är barnpassning, damning, diskning, dukning, handling-inköp, matlagning, putsning, servering, skurning, strykning, städning, torkning och tvättning, dessutom kan andra uppgifter tillkomma, som att svara i telefon eller öppna dörren och välkomna gäster då det ringer på. I utvecklingsländer med utbrett barnarbete är det ganska vanligt att barn, oftast flickor, arbetar som hushållsarbetare, och inte får leka. Många barn anställda i husligt arbete på vissa håll i världen riskerar även att utsättas för våld från sina arbetsgivare.
Arbetet leds antingen direkt av arbetsgivaren eller med hjälp av en husfru, som oftast är lite äldre än övrig hushållspersonal, och vars status och lön är högre än övriga hushållsarbetare även om denna också är underställd arbetsgivaren. Då arbetsgivarens familj är bortrest på längre sträckor, till exempel semesterresor, brukar hushållspersonalen få stanna kvar i arbetsgivarens bostad. Då ansvarar husfrun vanligen för hela ledningen av arbetet. Om husfru inte finns får hushållspersonalen istället noggranna instruktioner före avresan. Numera har även hushållspersonal rätt till semester på många håll i världen, även om den inte alltid infaller samtidigt.
Då hushållspersonal arbetar och ibland även bor i arbetsgivarens hem, har arbetsgivaren ett betydande inflytande över deras situation, och förhållanden för dem kan variera. Vissa arbetsgivare markerar ett ganska tydligt avstånd mellan sig och hushållspersonal, framför allt mot yngre inneboende hushållsarbetare.
Till exempel bestämmer många arbetsgivare att deras hushållspersonal skall arbeta i uniform, samt kalla sina arbetsgivare med tilltalstitlar, även om detta var vanligare förr. Arbetsgivaren kan också vara noggrann med att till exempel skjortan/blusen är innanför byxorna/kjolen. Många arbetsgivare förbjuder även hushållspersonal att till exempel ha långt hår, smycken (armbandsur ofta undantaget), måla sig, använda parfym, röka, snusa eller använda alkohol och andra droger. Även krav på uppförande, hygien och bordsskick kan förekomma. Såsom att sitta fint, inte lägga benen i kors och alltid hålla båda fotsulorna mot golvet.
Inneboende hushållsarbetare bor ofta i ett rum i arbetsgivarens bostad, vilket i Sverige tidigare kunde kallades jungfrukammare. Där kan de sova på nätterna, tillbringa ledig tid och vila på raster, men får många gånger inte ta in vänner.
Hembiträdenas förhållanden uppmärksammas på Hushållsarbetarnas internationella dag.
I Guatemala är uppskattningsvis åtta procent av kvinnorna hushållsarbetare, och deras skydd och rättigheter mycket små
I Indien förbjöds statsanställda år 2000 att anställda barn under 14 år som hushållsarbetare, efter en kampanj som startades av en kommission i februari 1997, och 2006 förbjöd Indien att barn under 14 år anställdes som hushållsarbetare.
I USA omfattas inte hushållspersonal av National Labor Relations Act. Traditionellt har även många hushållsarbetare varit invandrarflickor och invandrarkvinnor.

### Arbetskläder

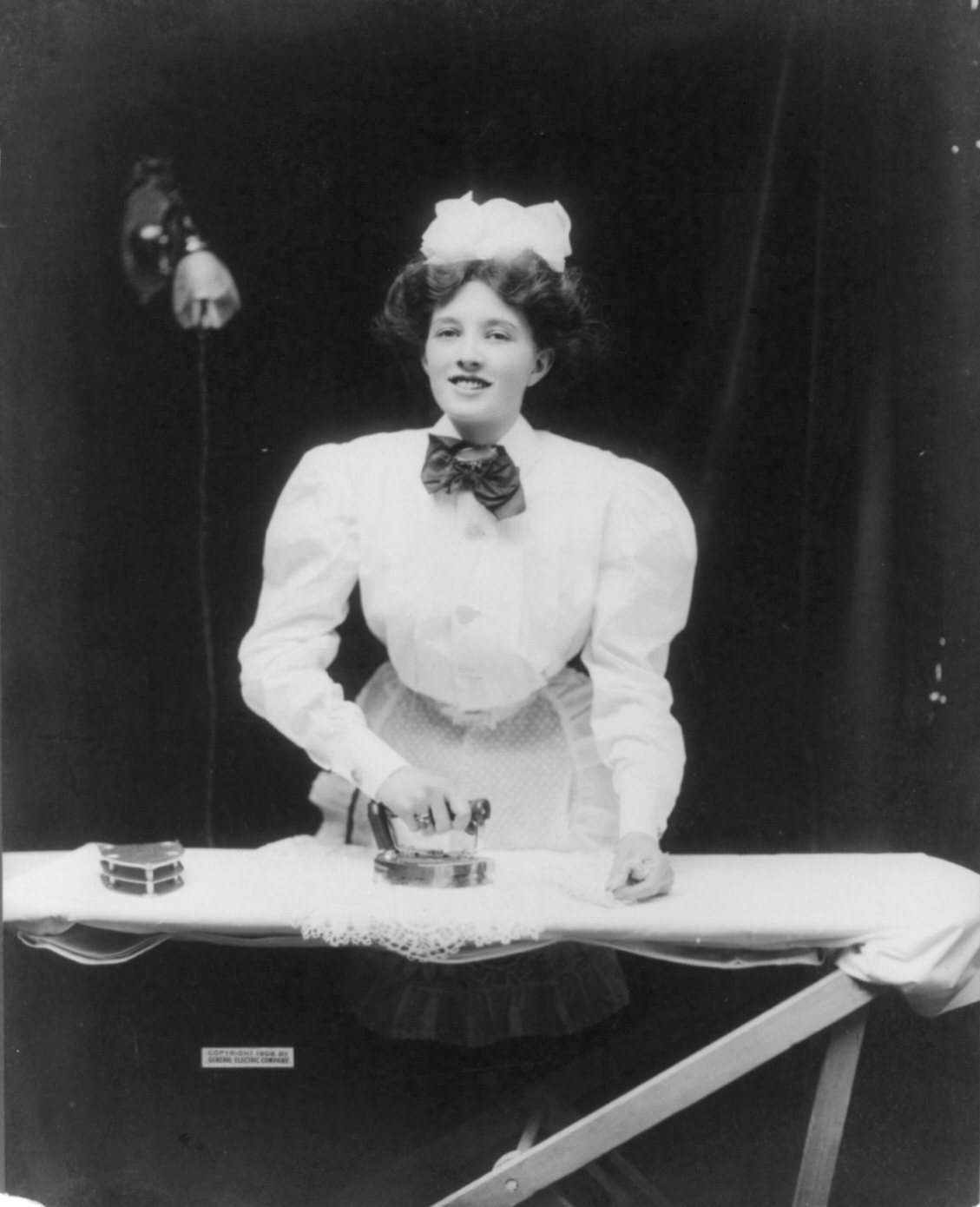
En tjänsteflicka i USA kring 1908, iklädd uniform, stryker kläder.

Många arbetsgivare bestämmer att deras hushållspersonal skall bära uniform som arbetskläder då de arbetar eller vistas i arbetsgivarens hem, samt utanför det om de är i arbete, eller andra kläder som arbetsgivaren bestämt att hushållspersonalen skall ha på sig. Bland många av de anställda är detta mindre populärt. Kläderna, som hushållspersonalen ofta erhåller gratis och även får ansvaret för att hålla rena, tvätta och byta plagg, kallas ofta "uniform" även om det bara finns en anställd i bostaden. Ofta vill arbetsgivaren att hushållspersonalen bär uniform så att de är "snyggt klädda", och ser representativ ut, en anledning som lyftes fram bland annat redan i 1800-talets Storbritannien. De manliga betjänterna bar ofta vita handskar när de passade upp herrskapet och deras gäster. Den bakomliggande orsaken till detta, var att deras händer ofta var så lortiga och slitna av hårt arbete så herrskapet därför ville att betjänten skulle dölja sina händer med handskar när han visade sig bland bättre folk.
Vad uniformen innehåller varierar beroende på arbetsgivare och typ av hushållspersonal, samt hushållsarbetarens ålder. Vanligt för många hembiträden och barnflickor är dock vit blus eller skjorta och svart kjol med skärp eller finare byxor vilket vissa av dem använder både till vardags samt servering, eller en klänning, ingår för flickor och unga kvinnor, medan vit skjorta och svarta kostymbyxor är vanligt för pojkar och unga män. Ibland ingår även en namnbricka.
För ett hembiträde eller barnflicka kan även en så kallad serveringsdräkt bestående av svart eller blå klänning med vit krage användas som arbetskläder eller uniform, vilket blivit stereotyp för framför allt hembiträden även om den var vanligare tidigare. För barnflickor brukar uniformen variera; för en traditionell "nanny" i till exempel Storbritannien var en slags klänning och hätta vanligt, medan det för en ung inneboende barnflicka idag som måste bära uniform till exempel, precis som för ett hembiträde, kan röra sig om en vit blus eller skjorta och en svart kjol alternativt finare byxor med vitt skärp, samt vitt förkläde och svarta skor som får agera "barnflickkläder". En ung betjäntpojkes uniform kan till exempel vara en vit skjorta med slips eller fluga, och svarta kostymbyxor, ibland med väst och/eller kavaj. Vissa manliga betjänter, oftast lite äldre, bär ibland frack.
I Peru infördes den 30 mars 2009 en lag som förklarade att den arbetsgivare som kräver att deras husligt anställda går iklädda särskiljande hushållsarbetaruniform på allmänna platser kan åtalas för diskriminering. Dock förklaras inte vilken påföljd det kan leda till. Chile införde 2014 en liknande lag som också förbjöd att arbetsgivaren kräver att deras hushållsanställda bär uniform på allmän plats.

## Kategorier

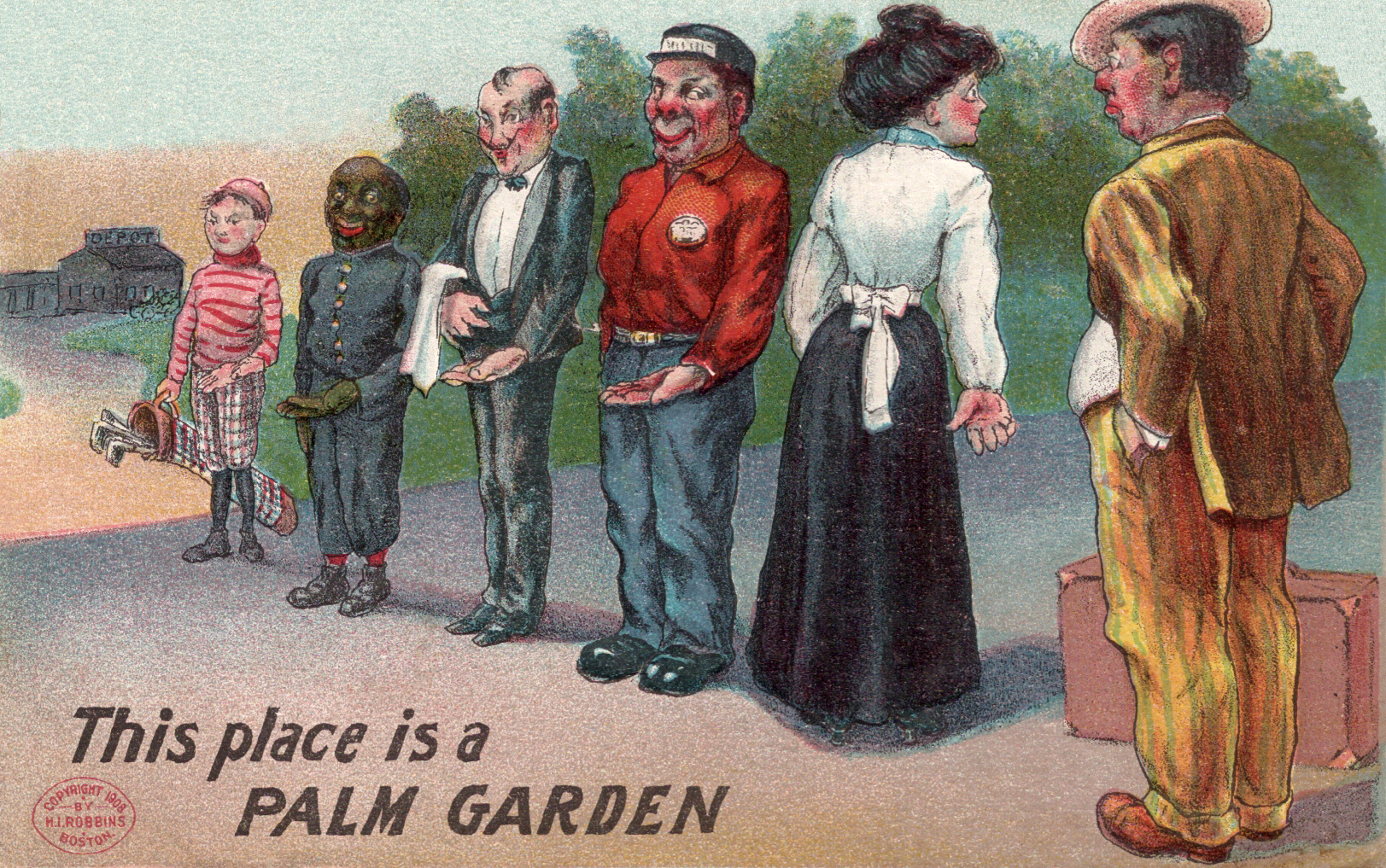
Hushållspersonal, karikatyr på amerikansk vykort från 1908. Kategorierna på bilden är, från vänster till höger: caddie, bärare, servitör, chaufför och hembiträde/hushållerska. Längst till höger står arbetsgivaren själv.

Hushållsarbetare förekommer i olika kategorier. Till exempel:
- Au pair (är egentligen ingen anställd hushållsarbetare, men behandlas i många fall som dessa)
- Barnflicka
- Betjänt
- Butler
- Hembiträde
- Hushållerska
- Kammarjungfru/och eller kammartjänare, som dock är väldigt ovanliga kategorier

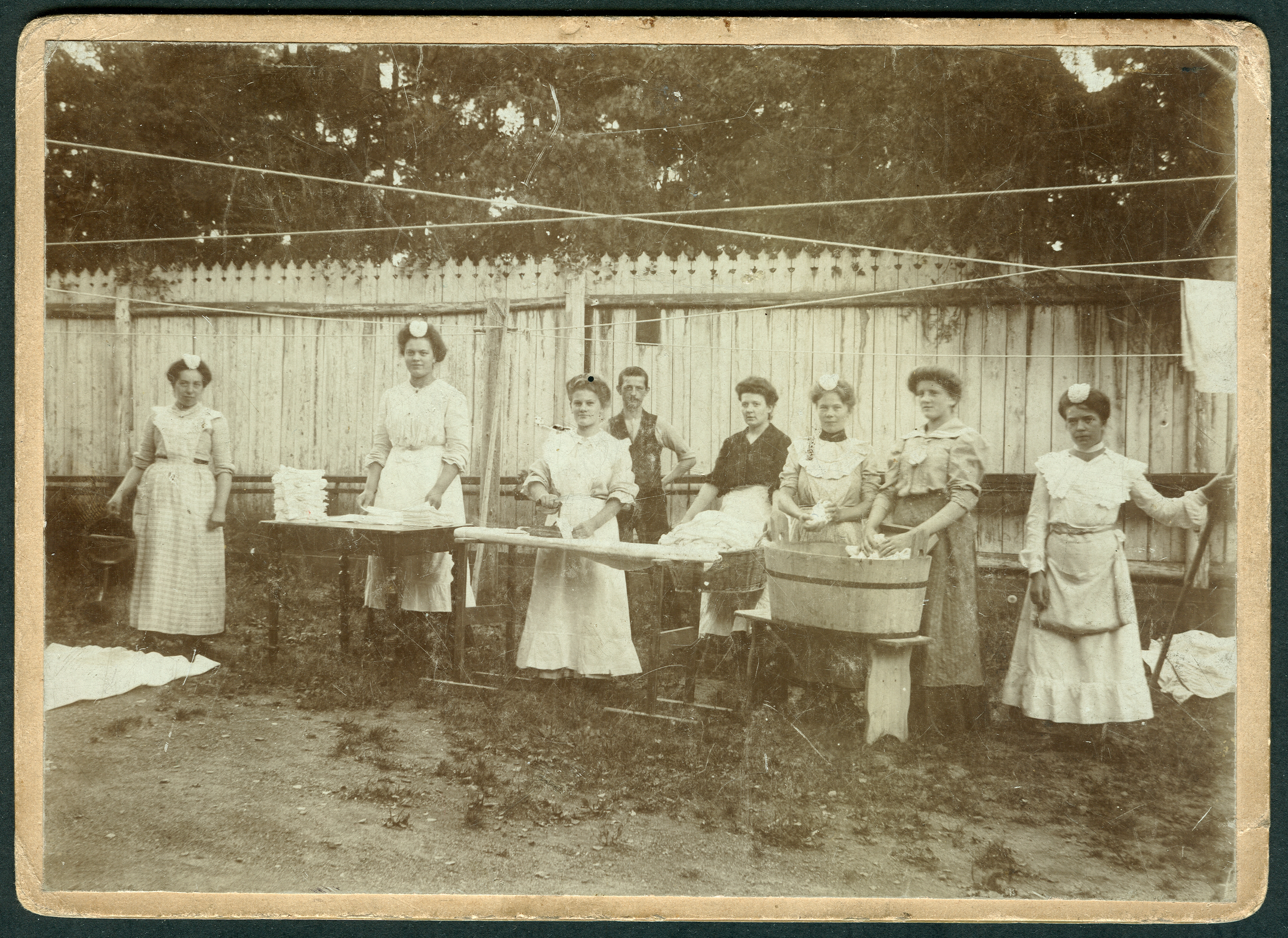
Tjänsteflickor i tvättarbete, Tyskland, cirka 1890.

Dessutom kan det finnas kategorier som i första hand inte förknippas med hushållsarbete:
- Chaufför
- Diskare och/eller diskerska
- Kock och/eller kokerska
- Sekreterare
- Servitör och/eller servitris
- Tvättare och/eller tvätterska

Om dessa kategorier inte finns brukar de skötas av övrig hushållspersonal, som barnflickor, butlers, betjänter och hembiträden.

## Övrigt
Dessutom kan det finnas andra anställda, som privatchaufför och guvernant/informator. Dessa har lite andra arbetsuppgifter, och är ofta lite äldre, och har ofta även haft högre status hos arbetsgivaren och har därför ofta behandlats bättre och till exempel fått högre lön.
Tjänstehjon är en äldre term som tidigare en besläktad beteckning, som användes ute på landsbygden, men avsåg främst pigor och drängar som utförde jordbruksarbete, och kom senare i stället alltmer att benämnas lantarbetare. Dessa brukade inte arbeta i uniform, även om pigorna kunde göra det när de arbetade inuti bostaden. Beteckningen "tjänstefolk" kan dock ibland historiskt användas även om tjänstehjon ute på landsbygden. Däremot sade man inte tjänstehjon om hushållspersonal inne i stan.

## Fiktiva skildringar
Fenomenet har bland annat skildrats i de brittiska TV-serien Herrskap och tjänstefolk ("Upstairs Downstairs"), vilken började sändas 1971. samt Downton Abbey.

### Fotnoter
1. ↑  Cecilia Hagen (18 april 2013). ”Tjänstefolk? Jag vet, det är ett ord från förr. Men visst finns funktionen fortfarande”. Expressen. Arkiverad från originalet den 4 mars 2016. https://web.archive.org/web/20160304212349/http://www.expressen.se/kronikorer/cecilia-hagen/tjanstefolk-jag-vet-det-ar-ett-ord-fran-forr-men-visst-finns-funktionen-fortf/. Läst 25 oktober 2015.
2. ↑   Domestik i Nationalencyklopedins nätupplaga.
3. ↑  Higman, Barry (2002). Domestic Service in Australia. Melbourne University Publishing. ISBN 0-522-85011-1
4. 1 2 3  ”International Butler Academy”. Arkiverad från originalet den 11 september 2011. https://web.archive.org/web/20110911123133/http://www.butlerschool.com/interesting_facts.htm. Läst 26 september 2011.
5. ↑  ”Bricks & Brass”. Arkiverad från originalet den 21 december 2010. https://web.archive.org/web/20101221002458/http://www.bricksandbrass.co.uk/people_of_the_period_home/domestic_staff/the_servant_as_employee.php. Läst 19 mars 2011.
6. ↑  ”Local History”. Arkiverad från originalet den 12 mars 2011. https://web.archive.org/web/20110312025557/http://www.localhistories.org/19thcent.html. Läst 19 mars 2011.
7. ↑  ”Servants”. Arkiverad från originalet den 12 februari 2011. https://web.archive.org/web/20110212053647/http://www.angelfire.com/ok/hoddies/servants.html. Läst 19 mars 2011.
8. ↑  David M. Katzman, Seven Days a week : women and domestic service in industrializing America, Illini Books, 1981, tableau 2-2, p. 53. Cité in Sara M. Evans, Les Américaines. Histoire des femmes aux États-Unis, Belin, 1989, p. 269.
9. ↑  Dolores Hayden, The Grand Domestic Revolution, MIT press, 1982, p. 72-77.
10. ↑  ”The 1910's at Home”. Arkiverad från originalet den 25 november 2011. https://web.archive.org/web/20111125052356/http://lisanostalgia1.tripod.com/10shome.html. Läst 28 september 2011.
11. ↑  ”Hembiträden erkänns genom ny konvention”. LO-TCO Biståndsnämnd. 17 juni 2011. Arkiverad från originalet den 24 november 2012. https://web.archive.org/web/20121124075750/http://www.lotcobistand.org/hembitraden-erkanns-genom-ny-konvention. Läst 15 augusti 2011.
12. 1 2  Åsa Forsberg. ”Livet i staden”. Regionmuseet Kristianstad. Arkiverad från originalet den 7 mars 2014. https://web.archive.org/web/20140307170436/http://www.regionmuseet.se/kultur-i-varden/staden.pdf. Läst 2 september 2012.
13. ↑  ”Latinamerika”. 5 april 2010. Arkiverad från originalet den 10 oktober 2011. https://web.archive.org/web/20111010222457/http://www.latinamerika.nu/hembitraden-kraver-semester. Läst 19 mars 2011.
14. ↑  Verfürth, Eva-Maria (25 juni 2025). ”Hard work new opportunities”. D+C Development and Cooperation No. 09 2009. Arkiverad från originalet den 12 oktober 2009. https://web.archive.org/web/20091012170500/http://www.inwent.org/ez/articles/156165/index.en.shtml. Läst 10 januari 2009.
15. ↑  ”Bangla 2000”. 27 juli 2000. Arkiverad från originalet den 19 mars 2013. https://web.archive.org/web/20130319114136/http://www.bangla2000.com/news/Archive/International/7-27-2000/news_detail7.html. Läst 19 mars 2011.
16. ↑  ”BBC”. 10 oktober 2006. http://news.bbc.co.uk/2/hi/south_asia/6034335.stm. Läst 19 mars 2011.
17. ↑  Se FN:s människorättskommitté, "Domestic Workers' Rights in the United States."
18. ↑  Graff, Daniel A. (25 juni 2025). ”Domestic Work and Workers”. The Electronic Encyclopedia of Chicago. http://www.encyclopedia.chicagohistory.org/pages/386.html. Läst 31 augusti 2009.
19. ↑  Joanna Bourne (22 juli 2013). ”The Well-dressed Maid” (på engelska). World Wenches. Arkiverad från originalet den 25 december 2015. https://web.archive.org/web/20151225143926/http://wordwenches.typepad.com/word_wenches/2013/07/the-well-dressed-maid.html. Läst 25 oktober 2015.
20. 1 2  Henrik Brandão Jönsson (9 februari 2012). ”Ingen vill bli hembiträde längre”. Helsingborgs dagblad. Arkiverad från originalet den 14 juli 2012. https://archive.is/20120714060942/http://mobil.hd.se/utrikes/2012/02/09/ingen-vill-bli-hembitrade-langre/. Läst 28 februari 2012.
21. ↑  Jan Sundberg (24 juni 2013). ”Hembiträde hos Åbo stadsdirektör”. Ro hit. sid. 8. Arkiverad från originalet den 25 november 2015. https://web.archive.org/web/20151125040936/http://www.dragsfjard.fi/rosala/RoHit/rohit2013.pdf. Läst 25 oktober 2015.
22. ↑  Isabel Guerra (30 mars 2009). ”Peru: Domestic servants can no longer be forced to wear uniforms in public” (på engelska). Living in Peru. Arkiverad från originalet den 16 januari 2017. https://web.archive.org/web/20170116170711/http://archive.peruthisweek.com/news-8597-law-order-peru-domestic-servants-can-no-longer-be-forced-wear-uniforms-public. Läst 19 mars 2011.
23. ↑  ”Housemaid-turned-rapper gives voice to suffering of domestic helpers in Latin America” (på engelska). South China Morning Post. 4 augusti 2016. http://www.scmp.com/news/world/americas/article/1999066/housemaid-turned-rapper-gives-voice-suffering-domestic-helpers. Läst 15 januari 2017.
24. ↑  ”Brazil rapper voices Latin housemaids' suffering” (på engelska). New Strait Times. 4 augusti 2016. http://www.scmp.com/news/world/americas/article/1999066/housemaid-turned-rapper-gives-voice-suffering-domestic-helpers. Läst 15 januari 2017.
25. ↑  ”Who Mops the Floor Now?”. Cambridges universitet. 24 juni 2011. Arkiverad från originalet den 5 mars 2012. https://web.archive.org/web/20120305221103/http://www.cam.ac.uk/research/features/who-mops-the-floor-now-how-domestic-service-shaped-20th-century-britain/. Läst 4 april 2012.
26. ↑  ”Filmrecension: Filmversionen av ”Downton Abbey” lika vacker som intrigtät”. DN.SE. 12 september 2019. https://www.dn.se/kultur-noje/filmrecensioner/filmrecension-filmversionen-av-downton-abbey-lika-vacker-som-intrigtat/. Läst 10 november 2019.